# Muskoka River
Muskoka River ist ein Fluss in der kanadischen Provinz Ontario.
Der eigentliche Muskoka River entsteht durch den Zusammenfluss seiner beiden Quellflüsse North Branch Muskoka River und South Branch Muskoka River in der Kleinstadt Bracebridge.
Er fließt über eine Strecke von 8 km zum westlich gelegenen Lake Muskoka.
Der Abfluss des Lake Muskoka, welcher sich in zwei Arme – Moon River und Musquash River – aufteilt, welche beide in die Georgian Bay münden, wurde früher dem Muskoka River zugeordnet.
Die Muskoka District Municipality erstreckt sich über das Einzugsgebiet dieses Flusssystems, welches bis zum Algonquin Provincial Park reicht.
Beide Quellflüsse weisen eine Reihe von Wasserfällen und Stromschnellen auf, deren Gefälle von mehreren kleineren Wasserkraftwerken schon seit Beginn des 20. Jahrhunderts genutzt wird.
Der nördliche Quellfluss entwässert den Fairy Lake bei Huntsville,
während der südliche Quellfluss aus dem Lake of Bays abfließt. Beide Quellflüsse legen eine Strecke von etwa 40 km zurück.

## Wasserkraftwerke
Am South Branch Muskoka River liegen folgende Wasserkraftanlagen: Matthias 2,8 MW, Trethewey Falls 2 MW, Hannah Chute 1 MW, South Falls 5 MW.
Am North Branch Muskoka River liegen außerdem noch Wilson's Falls 0,6 MW und Bracebridge Falls 0,6 MW.